# Lý thuyết nhiễu loạn (cơ học lượng tử)
Trong cơ học lượng tử, lý thuyết nhiễu loạn là một tập hợp các sơ đồ gần đúng liên quan trực tiếp đến nhiễu loạn toán học để mô tả một hệ lượng tử phức tạp theo cách đơn giản hơn. Ý tưởng là bắt đầu với một hệ đơn giản với nghiệm toán học đã biết và thêm một "nhiễu loạn" bổ sung Hamiltonian thể hiện sự nhiễu loạn yếu cho cả hệ. Nếu nhiễu loạn không quá lớn, các đại lượng vật lý khác nhau liên quan đến hệ nhiễu loạn (ví dụ các mức năng lượng và trạng thái riêng) có thể được biểu thị dưới dạng như một sự "hiệu chỉnh" trong các hệ đơn giản. Những hiệu chỉnh này nhỏ so với giá trị của các đại lượng, có thể được tính bằng các phương pháp gần đúng như chuỗi tiệm cận. Do đó, hệ thống phức tạp có thể được nghiên cứu dựa trên những hiểu biết về hệ đơn giản. Trong thực tế, nó đang mô tả một hệ không thể giải chính xác bằng cách sử dụng một hệ đơn giản giải được chính xác.

## Gần đúng Hamiltonian
Lý thuyết nhiễu loạn là một công cụ quan trọng để mô tả hệ lượng tử, vì rất khó khăn để tìm nghiệm chính xác cho phương trình Schrödinger với một Hamiltonian đơn giản. Hamiltonian mà chúng ta biết được nghiệm chính xác, như nguyên tử hydro, dao động tử điều hòa và hạt bị nhốt trong hộp, quá lý tưởng để mô tả đầy đủ hầu hết các hệ thống. Sử dụng lý thuyết nhiễu loạn, chúng ta có thể sử dụng các nghiệm đã biết của những Hamiltonian đơn giản này để tạo ra các nghiệm cho một loạt các hệ phức tạp hơn.

## Áp dụng lý thuyết nhiễu loạn
Lý thuyết nhiễu loạn được áp dụng nếu bài toán hiện tại không thể giải được chính xác, nhưng có thể được hình thành bằng cách thêm một số hạng "nhỏ" vào mô tả toán học của bài toán có thể giải chính xác.
Ví dụ, bằng cách thêm một thế điện nhiễu loạn vào mô hình cơ học lượng tử của nguyên tử hydro, có thể tính được độ dịch trong các vạch quang phổ của hydro do sự hiện diện của điện trường (hiệu ứng Stark). Điều này chỉ gần đúng vì tổng thế Coulomb tuyến tính không ổn định (không có trạng thái liên kết thực sự) mặc dù thời gian xuyên hầm (tốc độ phân rã) rất dài. Sự không ổn định này xuất hiện như một sự mở rộng của các vạch phổ năng lượng, mà lý thuyết nhiễu loạn không thể tạo lại hoàn toàn.
Các biểu thức được tạo ra bởi lý thuyết nhiễu loạn không chính xác, nhưng chúng có thể dẫn đến những kết quả chính xác miễn là các tham số khai triển, gọi là α, rất nhỏ. Thông thường, các kết quả được biểu diễn theo chuỗi luỹ thừa hữu hạn theo α mà nó dường như hội tụ về các giá trị chính xác khi được lấy tổng đến bậc cao hơn. Tuy nhiên, sau bậc n ~ 1/α, các kết quả trở thành tệ hơn khi chuỗi  phân kì (là các chuỗi tiệm cận). Tồn tại các cách để chuyển đổi chúng thành chuỗi hội tụ, có thể được tính cho các tham số khai triển lớn, hiệu quả nhất bằng phương pháp biến phân.
Trong lý thuyết điện động lực học lượng tử (QED), trong đó tương tác electron-photon được xử lý một cách nhiễu loạn, việc tính toán moment từ của electron đưa ra các kết quả phù hợp với thí nghiệm đến mười một chữ số thập phân. Trong QED và các lý thuyết trường lượng tử khác, các kỹ thuật tính toán đặc biệt được gọi là giản đồ Feynman được sử dụng để lấy tổng một cách có hệ thống các số hạng chuỗi lũy thừa.

### Hạn chế

#### Nhiễu loạn lớn
Trong một số trường hợp, lý thuyết nhiễu loạn là một cách tiếp cận không hợp lệ để tiếp cận. Điều này xảy ra khi hệ của ta muốn mô tả không thể được mô tả bằng một nhiễu loạn nhỏ áp đặt trên một số hệ đơn giản. Chẳng hạn, trong sắc động lực học lượng tử, sự tương tác của các quark với trường gluon có thể được xử lý một cách nhiễu loạn ở năng lượng thấp vì hằng số coupling (tham số khai triển) trở nên quá lớn.

#### Trạng thái không đoạn nhiệt
Lý thuyết nhiễu loạn cũng không mô tả các trạng thái không được tạo ra một cách đoạn nhiệt từ "mô hình tự do", bao gồm các trạng thái liên kết và các hiện tượng tập thể khác nhau như soliton.  Ví dụ, hãy tưởng tượng rằng chúng ta có một hệ các hạt tự do (tức là không tương tác), với tương tác hút được đưa ra. Tùy thuộc vào hình thức tương tác, điều này có thể tạo ra một tập mới các trạng thái riêng tương ứng với các nhóm hạt liên kết với nhau. Một ví dụ về hiện tượng này có thể được tìm thấy trong tính siêu dẫn thông thường, trong đó lực hút của phonon được tạo thành giữa các electron dẫn đưa đến sự hình thành các cặp electron tương quan được biết đến là cặp Cooper. Khi phải đối mặt với các hệ như vậy, người ta thường chuyển sang các sơ đồ gần đúng khác, chẳng hạn như phương pháp biến phân và phương pháp gần đúng WKB. Điều này là do không có một hạt liên kết trong mô hình không nhiễu loạn và năng lượng của soliton thường tiến đến giá trị nghịch đảo của tham số khai triển. Tuy nhiên, nếu chúng ta "tích phân" theo các soliton, các hiệu chỉnh không nhiễu loạn trong trường hợp này sẽ rất nhỏ; bậc exp (1 / g) hoặc exp (1 / g 2) theo tham số nhiễu loạn g. Lý thuyết nhiễu loạn chỉ có thể tìm ra nghiệm "gần" với nghiệm không nhiễu loạn, ngay cả khi có các nghiệm khác mà khai triển nhiễu loạn không áp dụng tốt.

#### Tính toán khó
Bài toán các hệ không nhiễu loạn đã phần nào được cải thiện bởi sự ra đời của các máy tính hiện đại. Nó đã trở nên thiết thực để có được các nghiệm số không nhiễu loạn cho một số bài toán nhất định, sử dụng các phương pháp như lý thuyết phiếm hàm mật độ. Những tiến bộ này đã mang lại lợi ích đặc biệt cho lĩnh vực hóa học lượng tử. Máy tính cũng đã được sử dụng để thực hiện các tính toán lý thuyết nhiễu loạn đến độ chính xác cực cao, điều này đã chứng minh tầm quan trọng trong vật lý hạt để tạo ra kết quả lý thuyết có thể so sánh với thí nghiệm.

## Lý thuyết nhiễu loạn độc lập thời gian
Lý thuyết nhiễu loạn độc lập thời gian là một trong hai loại lý thuyết nhiễu loạn, còn lại là nhiễu loạn phụ thuộc thời gian (xem phần tiếp theo). Trong lý thuyết nhiễu loạn độc lập thời gian, Hamiltonian nhiễu loạn là Hamiltonian dừng (nghĩa là không có sự phụ thuộc thời gian). Lý thuyết nhiễu loạn độc lập với thời gian đã được Erwin Schrödinger trình bày trong một bài báo năm 1926, ngay sau khi ông đưa ra các lý thuyết của mình trong cơ học sóng. Trong bài báo này, Schrödinger đã đề cập đến công trình trước đây của Lord Rayleigh, người đã nghiên cứu các dao động điều hòa của dây bị nhiễu loạn bởi tính không thuần nhất nhỏ. Đây là lý do tại sao lý thuyết nhiễu loạn này thường được gọi là lý thuyết nhiễu loạn Rayleigh-Schrödinger.

### Hiệu chỉnh bậc một
Ta bắt đầu  với Hamiltonian H0 không nhiễu loạn, cũng được cho là không có sự phụ thuộc thời gian. Các mức năng lượng và trạng thái riêng đã biết, xuất phát từ phương trình Schrödinger độc lập thời gian:
{\displaystyle H_{0}\left|n^{(0)}\right\rangle =E_{n}^{(0)}\left|n^{(0)}\right\rangle ,\qquad n=1,2,3,\cdots }
Để đơn giản, ta giả sử các năng lượng rời rạc. Chỉ số trên (0) kí hiệu các đại lượng được liên kết với hệ không nhiễu loạn. Chú ý việc sử dụng kí hiệu bra–ket.
Lúc này ta đưa ra nhiễu loạn cho Hamiltonian. Gọi V là một Hamiltonian đặc trưng cho tính nhiễu loạn nhỏ, như là thế năng được tạo bởi trường ngoài. (Do đó, V là một toán tử Hermite.) Gọi λ là tham số không thứ nguyên có thể lấy các giá trị từ 0 (không nhiễu loạn) đến 1 (nhiễu loạn đầy đủ). Hamiltonian nhiễu loạn là
{\displaystyle H=H_{0}+\lambda V}
Các mức năng lượng và trạng thái riêng của Hamiltonian nhiễu loạn một lần nữa được cho bởi phương trình Schrödinger,
{\displaystyle \left(H_{0}+\lambda V\right)|n\rangle =E_{n}|n\rangle .}
Mục đích của ta là biểu diễn En và {\displaystyle |n\rangle } theo các mức năng lượng và các trạng thái riêng của Hamiltonian cũ. Nếu nhiễu loạn là đủ yếu, ta có thể viết chúng như một chuỗi lũy thừa (Maclaurin) theo λ,
{\displaystyle {\begin{aligned}E_{n}&=E_{n}^{(0)}+\lambda E_{n}^{(1)}+\lambda ^{2}E_{n}^{(2)}+\cdots \\|n\rangle &=\left|n^{(0)}\right\rangle +\lambda \left|n^{(1)}\right\rangle +\lambda ^{2}\left|n^{(2)}\right\rangle +\cdots \end{aligned}}}
trong đó
{\displaystyle {\begin{aligned}E_{n}^{(k)}&={\frac {1}{k!}}{\frac {d^{k}E_{n}}{d\lambda ^{k}}}{\bigg |}_{\lambda =0}\\\left|n^{(k)}\right\rangle &={\frac {1}{k!}}{\frac {d^{k}|n\rangle }{d\lambda ^{k}}}{\bigg |}_{\lambda =0.}\end{aligned}}}
Khi k = 0, chúng rút gọn thành các giá trị không nhiễu loạn, là số hạng đầu tiên trong mỗi chuỗi. Do nhiễu loạn yếu, các mức năng lượng và trạng thái riêng không nên lệch quá nhiều so với các giá trị không nhiễu loạn của chúng, và các số hạng trở nên nhỏ nhanh hơn khi ta xét đến bậc cao hơn

Thay khai triển chuỗi lũy thừa vào phương trình Schrödinger, ta thu được 
| {\displaystyle \left(H_{0}+\lambda V\right)\left(\left\|n^{(0)}\right\rangle +\lambda \left\|n^{(1)}\right\rangle +\cdots \right)=\left(E_{n}^{(0)}+\lambda E_{n}^{(1)}+\cdots \right)\left(\left\|n^{(0)}\right\rangle +\lambda \left\|n^{(1)}\right\rangle +\cdots \right).} |
Khai triển phương trình này và so sánh các hệ số của mỗi λ dẫn ra trong chuỗi vô hạn các phương trình đồng thời. Phương trình bậc không đơn giản là phương trình Schrödinger cho hệ không nhiễu loạn.
Phương trình bậc một là
{\displaystyle H_{0}\left|n^{(1)}\right\rangle +V\left|n^{(0)}\right\rangle =E_{n}^{(0)}\left|n^{(1)}\right\rangle +E_{n}^{(1)}\left|n^{(0)}\right\rangle .}
Tính toán thông qua {\displaystyle \langle n^{(0)}|}, số hạng đầu tiên ở vế trái triệt tiêu với số hạng đầu tiên ở vế phải. (Nhớ lại, Hamiltonian không nhiễu loạn là Hermite). Điều này dẫn đến sự dịch năng lượng bậc một,
{\displaystyle E_{n}^{(1)}=\left\langle n^{(0)}\right|V\left|n^{(0)}\right\rangle .}
Đây chỉ đơn giản là giá trị kỳ vọng của Hamiltonian nhiễu loạn trong khi hệ ở trạng thái không nhiễu loạn.
Kết quả này có thể được diễn giải theo cách sau: giả sử nhiễu loạn được áp dụng, nhưng ta giữ cho hệ ở trạng thái lượng tử {\displaystyle |n^{(0)}\rangle }, đó là một trạng thái lượng tử chân không mặc dù không còn là một trạng thái riêng có năng lượng. Sự nhiễu loạn làm cho năng lượng trung bình của trạng thái này tăng lên {\displaystyle \langle n^{(0)}|V|n^{(0)}\rangle }. Tuy nhiên, độ dịch năng lượng thực sự hơi khác nhau một chút, bởi vì trạng thái riêng nhiễu loạn không hoàn toàn giống như {\displaystyle |n^{(0)}\rangle }. Những độ dịch tiếp theo được đưa ra bởi sự điều chỉnh bậc hai và các bậc cao hơn đối với năng lượng.
Trước khi ta tính toán các hiệu chỉnh trạng thái riêng có năng lượng, ta cần giải quyết vấn đề chuẩn hóa. Ta có thể cho
{\displaystyle \left\langle n^{(0)}\right|\left.n^{(0)}\right\rangle =1,}
nhưng lý thuyết nhiễu loạn cho rằng chúng ta cũng có {\displaystyle \langle n|n\rangle =1}.
Do đó tại bậc đầu tiên theo λ, ta phải có
{\displaystyle \left(\left\langle n^{(0)}\right|+\lambda \left\langle n^{(1)}\right|\right)\left(\left|n^{(0)}\right\rangle +\lambda \left|n^{(1)}\right\rangle \right)=1}
{\displaystyle \left\langle n^{(0)}\right|\left.n^{(0)}\right\rangle +\lambda \left\langle n^{(0)}\right|\left.n^{(1)}\right\rangle +\lambda \left\langle n^{(1)}\right|\left.n^{(0)}\right\rangle +{\cancel {\lambda ^{2}\left\langle n^{(1)}\right|\left.n^{(1)}\right\rangle }}=1}
{\displaystyle \left\langle n^{(0)}\right|\left.n^{(1)}\right\rangle +\left\langle n^{(1)}\right|\left.n^{(0)}\right\rangle =0.}
Vì pha tổng thể không được xác định trong cơ học lượng tử, mà không mất tính tổng quát, nên theo lý thuyết độc lập thời gian, ta có thể giả định {\displaystyle \langle n^{(0)}|n^{(1)}\rangle } là hoàn toàn có thật. Vì thế,
{\displaystyle \left\langle n^{(0)}\right|\left.n^{(1)}\right\rangle =\left\langle n^{(1)}\right|\left.n^{(0)}\right\rangle ,}
dẫn tới
Để thu được hiệu chỉnh bậc một với trạng thái riêng có năng lượng, ta chèn biểu thức của ta cho hiệu chỉnh năng lượng bậc một vào lại kết quả được chỉ ra ở trên tương đương hệ số bậc nhất của λ. Sau đó ta sử dụng phân giải đồng nhất,
{\displaystyle {\begin{aligned}V\left|n^{(0)}\right\rangle &=\left(\sum _{k\neq n}\left|k^{(0)}\right\rangle \left\langle k^{(0)}\right|\right)V\left|n^{(0)}\right\rangle +\left(\left|n^{(0)}\right\rangle \left\langle n^{(0)}\right|\right)V\left|n^{(0)}\right\rangle \\&=\sum _{k\neq n}\left|k^{(0)}\right\rangle \left\langle k^{(0)}\right|V\left|n^{(0)}\right\rangle +E_{n}^{(1)}\left|n^{(0)}\right\rangle ,\end{aligned}}}
trong đó {\displaystyle |k^{(0)}\rangle } nằm trong phần bù trực giao của {\displaystyle |n^{(0)}\rangle }.
Phương trình bậc nhất có thể được biểu diễn như
{\displaystyle \left(E_{n}^{(0)}-H_{0}\right)\left|n^{(1)}\right\rangle =\sum _{k\neq n}\left|k^{(0)}\right\rangle \left\langle k^{(0)}\right|V\left|n^{(0)}\right\rangle .}
Hiện tại, giả sử rằng mức năng lượng bậc không không có suy biến, tức là không có trạng thái riêng của H0 trong phần bù trực giao của {\displaystyle |n^{(0)}\rangle } với năng lượng {\displaystyle E_{n}^{(0)}}. Sau khi đổi tên chỉ số ở trên là {\displaystyle k'}, ta có thể chọn bất kỳ {\displaystyle k\neq n} và nhân với {\displaystyle \langle k^{(0)}|}
{\displaystyle \left(E_{n}^{(0)}-E_{k}^{(0)}\right)\left\langle k^{(0)}\right.\left|n^{(1)}\right\rangle =\left\langle k^{(0)}\right|V\left|n^{(0)}\right\rangle .}
Ta thấy rằng {\displaystyle \langle k^{(0)}|n^{(1)}\rangle }ở trên cũng cung cấp cho ta thành phần của hiệu chỉnh bậc một cùng {\displaystyle |k^{(0)}\rangle }.
Như vậy, ta nhận được,
{\displaystyle \left|n^{(1)}\right\rangle =\sum _{k\neq n}{\frac {\left\langle k^{(0)}\right|V\left|n^{(0)}\right\rangle }{E_{n}^{(0)}-E_{k}^{(0)}}}\left|k^{(0)}\right\rangle .}
Sự thay đổi bậc một trong ket riêng năng lượng thứ n có sự đóng góp từ mỗi trạng thái riêng năng lượng k ≠ n. Mỗi số hạng tỷ lệ với yếu tố ma trận {\displaystyle \langle k^{(0)}|V|n^{(0)}\rangle }, đó là thước đo mức độ nhiễu loạn trộn trạng thái riêng n với trạng thái riêng k; nó cũng tỷ lệ nghịch với hiệu năng lượng giữa các trạng thái riêng k và n, điều này có nghĩa là sự nhiễu loạn làm biến dạng trạng thái riêng ở một mức độ lớn hơn nếu có nhiều trạng thái riêng ở các năng lượng gần đó. Ta cũng thấy rằng biểu thức là kì dị nếu bất kỳ trạng thái nào trong số này có cùng năng lượng với trạng thái n, đó là lý do tại sao ta cho rằng không có sự suy biến.

### Hiệu chỉnh bậc hai và các bậc cao hơn
Ta có thể tìm thấy độ lệch bậc cao hơn bằng một quy trình tương tự, mặc dù các phép tính trở nên khá phức tạp với công thức hiện tại của ta. Sự chuẩn hóa đưa ra
{\displaystyle 2\left\langle n^{(0)}\right|\left.n^{(2)}\right\rangle +\left\langle n^{(1)}\right|\left.n^{(1)}\right\rangle =0.}
Lên đến bậc hai, các biểu thức cho năng lượng và các trạng thái riêng (chuẩn hóa) là:
{\displaystyle E_{n}(\lambda )=E_{n}^{(0)}+\lambda \left\langle n^{(0)}\right|V\left|n^{(0)}\right\rangle +\lambda ^{2}\sum _{k\neq n}{\frac {\left|\left\langle k^{(0)}\right|V\left|n^{(0)}\right\rangle \right|^{2}}{E_{n}^{(0)}-E_{k}^{(0)}}}+O(\lambda ^{3})}
{\displaystyle {\begin{aligned}|n(\lambda )\rangle =\left|n^{(0)}\right\rangle &+\lambda \sum _{k\neq n}\left|k^{(0)}\right\rangle {\frac {\left\langle k^{(0)}\right|V\left|n^{(0)}\right\rangle }{E_{n}^{(0)}-E_{k}^{(0)}}}+\lambda ^{2}\sum _{k\neq n}\sum _{\ell \neq n}\left|k^{(0)}\right\rangle {\frac {\left\langle k^{(0)}\right|V\left|\ell ^{(0)}\right\rangle \left\langle \ell ^{(0)}\right|V\left|n^{(0)}\right\rangle }{\left(E_{n}^{(0)}-E_{k}^{(0)}\right)\left(E_{n}^{(0)}-E_{\ell }^{(0)}\right)}}\\&-\lambda ^{2}\sum _{k\neq n}\left|k^{(0)}\right\rangle {\frac {\left\langle n^{(0)}\right|V\left|n^{(0)}\right\rangle \left\langle k^{(0)}\right|V\left|n^{(0)}\right\rangle }{\left(E_{n}^{(0)}-E_{k}^{(0)}\right)^{2}}}-{\frac {1}{2}}\lambda ^{2}\left|n^{(0)}\right\rangle \sum _{k\neq n}{\frac {\left\langle n^{(0)}\right|V\left|k^{(0)}\right\rangle \left\langle k^{(0)}\right|V\left|n^{(0)}\right\rangle }{\left(E_{n}^{(0)}-E_{k}^{(0)}\right)^{2}}}+O(\lambda ^{3}).\end{aligned}}}
Mở rộng quá trình hơn nữa, hiệu chỉnh năng lượng bậc ba có thể được hiển thị là 
{\displaystyle E_{n}^{(3)}=\sum _{k\neq n}\sum _{m\neq n}{\frac {\langle n^{(0)}|V|m^{(0)}\rangle \langle m^{(0)}|V|k^{(0)}\rangle \langle k^{(0)}|V|n^{(0)}\rangle }{\left(E_{n}^{(0)}-E_{m}^{(0)}\right)\left(E_{n}^{(0)}-E_{k}^{(0)}\right)}}-\langle n^{(0)}|V|n^{(0)}\rangle \sum _{m\neq n}{\frac {|\langle n^{(0)}|V|m^{(0)}\rangle |^{2}}{\left(E_{n}^{(0)}-E_{m}^{(0)}\right)^{2}}}.}
Nếu ta đưa ra kí hiệu,
{\displaystyle V_{nm}\equiv \langle n^{(0)}|V|m^{(0)}\rangle },
{\displaystyle E_{nm}\equiv E_{n}^{(0)}-E_{m}^{(0)}},
khi đó các hiệu chỉnh năng lượng đến bậc 5 có thể được viết
{\displaystyle {\begin{aligned}E_{n}^{(1)}&=V_{nn}\\E_{n}^{(2)}&={\frac {|V_{nk_{2}}|^{2}}{E_{nk_{2}}}}\\E_{n}^{(3)}&={\frac {V_{nk_{3}}V_{k_{3}k_{2}}V_{k_{2}n}}{E_{nk_{2}}E_{nk_{3}}}}-V_{nn}{\frac {|V_{nk_{3}}|^{2}}{E_{nk_{3}}^{2}}}\\E_{n}^{(4)}&={\frac {V_{nk_{4}}V_{k_{4}k_{3}}V_{k_{3}k_{2}}V_{k_{2}n}}{E_{nk_{2}}E_{nk_{3}}E_{nk_{4}}}}-{\frac {|V_{nk_{4}}|^{2}}{E_{nk_{4}}^{2}}}{\frac {|V_{nk_{2}}|^{2}}{E_{nk_{2}}}}-V_{nn}{\frac {V_{nk_{4}}V_{k_{4}k_{3}}V_{k_{3}n}}{E_{nk_{3}}^{2}E_{nk_{4}}}}-V_{nn}{\frac {V_{nk_{4}}V_{k_{4}k_{2}}V_{k_{2}n}}{E_{nk_{2}}E_{nk_{4}}^{2}}}+V_{nn}^{2}{\frac {|V_{nk_{4}}|^{2}}{E_{nk_{4}}^{3}}}\\&={\frac {V_{nk_{4}}V_{k_{4}k_{3}}V_{k_{3}k_{2}}V_{k_{2}n}}{E_{nk_{2}}E_{nk_{3}}E_{nk_{4}}}}-E_{n}^{(2)}{\frac {|V_{nk_{4}}|^{2}}{E_{nk_{4}}^{2}}}-2V_{nn}{\frac {V_{nk_{4}}V_{k_{4}k_{3}}V_{k_{3}n}}{E_{nk_{3}}^{2}E_{nk_{4}}}}+V_{nn}^{2}{\frac {|V_{nk_{4}}|^{2}}{E_{nk_{4}}^{3}}}\\E_{n}^{(5)}&={\frac {V_{nk_{5}}V_{k_{5}k_{4}}V_{k_{4}k_{3}}V_{k_{3}k_{2}}V_{k_{2}n}}{E_{nk_{2}}E_{nk_{3}}E_{nk_{4}}E_{nk_{5}}}}-{\frac {V_{nk_{5}}V_{k_{5}k_{4}}V_{k_{4}n}}{E_{nk_{4}}^{2}E_{nk_{5}}}}{\frac {|V_{nk_{2}}|^{2}}{E_{nk_{2}}}}-{\frac {V_{nk_{5}}V_{k_{5}k_{2}}V_{k_{2}n}}{E_{nk_{2}}E_{nk_{5}}^{2}}}{\frac {|V_{nk_{2}}|^{2}}{E_{nk_{2}}}}-{\frac {|V_{nk_{5}}|^{2}}{E_{nk_{5}}^{2}}}{\frac {V_{nk_{3}}V_{k_{3}k_{2}}V_{k_{2}n}}{E_{nk_{2}}E_{nk_{3}}}}\\&\quad -V_{nn}{\frac {V_{nk_{5}}V_{k_{5}k_{4}}V_{k_{4}k_{3}}V_{k_{3}n}}{E_{nk_{3}}^{2}E_{nk_{4}}E_{nk_{5}}}}-V_{nn}{\frac {V_{nk_{5}}V_{k_{5}k_{4}}V_{k_{4}k_{2}}V_{k_{2}n}}{E_{nk_{2}}E_{nk_{4}}^{2}E_{nk_{5}}}}-V_{nn}{\frac {V_{nk_{5}}V_{k_{5}k_{3}}V_{k_{3}k_{2}}V_{k_{2}n}}{E_{nk_{2}}E_{nk_{3}}E_{nk_{5}}^{2}}}+V_{nn}{\frac {|V_{nk_{5}}|^{2}}{E_{nk_{5}}^{2}}}{\frac {|V_{nk_{3}}|^{2}}{E_{nk_{3}}^{2}}}+2V_{nn}{\frac {|V_{nk_{5}}|^{2}}{E_{nk_{5}}^{3}}}{\frac {|V_{nk_{2}}|^{2}}{E_{nk_{2}}}}\\&\quad +V_{nn}^{2}{\frac {V_{nk_{5}}V_{k_{5}k_{4}}V_{k_{4}n}}{E_{nk_{4}}^{3}E_{nk_{5}}}}+V_{nn}^{2}{\frac {V_{nk_{5}}V_{k_{5}k_{3}}V_{k_{3}n}}{E_{nk_{3}}^{2}E_{nk_{5}}^{2}}}+V_{nn}^{2}{\frac {V_{nk_{5}}V_{k_{5}k_{2}}V_{k_{2}n}}{E_{nk_{2}}E_{nk_{5}}^{3}}}-V_{nn}^{3}{\frac {|V_{nk_{5}}|^{2}}{E_{nk_{5}}^{4}}}\\&={\frac {V_{nk_{5}}V_{k_{5}k_{4}}V_{k_{4}k_{3}}V_{k_{3}k_{2}}V_{k_{2}n}}{E_{nk_{2}}E_{nk_{3}}E_{nk_{4}}E_{nk_{5}}}}-2E_{n}^{(2)}{\frac {V_{nk_{5}}V_{k_{5}k_{4}}V_{k_{4}n}}{E_{nk_{4}}^{2}E_{nk_{5}}}}-{\frac {|V_{nk_{5}}|^{2}}{E_{nk_{5}}^{2}}}{\frac {V_{nk_{3}}V_{k_{3}k_{2}}V_{k_{2}n}}{E_{nk_{2}}E_{nk_{3}}}}\\&\quad -2V_{nn}\left({\frac {V_{nk_{5}}V_{k_{5}k_{4}}V_{k_{4}k_{3}}V_{k_{3}n}}{E_{nk_{3}}^{2}E_{nk_{4}}E_{nk_{5}}}}-{\frac {V_{nk_{5}}V_{k_{5}k_{4}}V_{k_{4}k_{2}}V_{k_{2}n}}{E_{nk_{2}}E_{nk_{4}}^{2}E_{nk_{5}}}}+{\frac {|V_{nk_{5}}|^{2}}{E_{nk_{5}}^{2}}}{\frac {|V_{nk_{3}}|^{2}}{E_{nk_{3}}^{2}}}+2E_{n}^{(2)}{\frac {|V_{nk_{5}}|^{2}}{E_{nk_{5}}^{3}}}\right)\\&\quad +V_{nn}^{2}\left(2{\frac {V_{nk_{5}}V_{k_{5}k_{4}}V_{k_{4}n}}{E_{nk_{4}}^{3}E_{nk_{5}}}}+{\frac {V_{nk_{5}}V_{k_{5}k_{3}}V_{k_{3}n}}{E_{nk_{3}}^{2}E_{nk_{5}}^{2}}}\right)-V_{nn}^{3}{\frac {|V_{nk_{5}}|^{2}}{E_{nk_{5}}^{4}}}\end{aligned}}}
và các trạng thái đến bậc 4 có thể được viết
{\displaystyle {\begin{aligned}|n^{(1)}\rangle &={\frac {V_{k_{1}n}}{E_{nk_{1}}}}|k_{1}^{(0)}\rangle \\|n^{(2)}\rangle &=\left({\frac {V_{k_{1}k_{2}}V_{k_{2}n}}{E_{nk_{1}}E_{nk_{2}}}}-{\frac {V_{nn}V_{k_{1}n}}{E_{nk_{1}}^{2}}}\right)|k_{1}^{(0)}\rangle -{\frac {1}{2}}{\frac {V_{nk_{1}}V_{k_{1}n}}{E_{k_{1}n}^{2}}}|n^{(0)}\rangle \\|n^{(3)}\rangle &={\Bigg [}-{\frac {V_{k_{1}k_{2}}V_{k_{2}k_{3}}V_{k_{3}n}}{E_{k_{1}n}E_{nk_{2}}E_{nk_{3}}}}+{\frac {V_{nn}V_{k_{1}k_{2}}V_{k_{2}n}}{E_{k_{1}n}E_{nk_{2}}}}\left({\frac {1}{E_{nk_{1}}}}+{\frac {1}{E_{nk_{2}}}}\right)-{\frac {|V_{nn}|^{2}V_{k_{1}n}}{E_{k_{1}n}^{3}}}+{\frac {|V_{nk_{2}}|^{2}V_{k_{1}n}}{E_{k_{1}n}E_{nk_{2}}}}\left({\frac {1}{E_{nk_{1}}}}+{\frac {1}{2E_{nk_{2}}}}\right){\Bigg ]}|k_{1}^{(0)}\rangle \\&\quad +{\Bigg [}-{\frac {V_{nk_{2}}V_{k_{2}k_{1}}V_{k_{1}n}+V_{k_{2}n}V_{k_{1}k_{2}}V_{nk_{1}}}{2E_{nk_{2}}^{2}E_{nk_{1}}}}+{\frac {|V_{nk_{1}}|^{2}V_{nn}}{E_{nk_{1}}^{3}}}{\Bigg ]}|n^{(0)}\rangle \\|n^{(4)}\rangle &={\Bigg [}{\frac {V_{k_{1}k_{2}}V_{k_{2}k_{3}}V_{k_{3}k_{4}}V_{k_{4}k_{2}}+V_{k_{3}k_{2}}V_{k_{1}k_{2}}V_{k_{4}k_{3}}V_{k_{2}k_{4}}}{2E_{k_{1}n}E_{k_{2}k_{3}}^{2}E_{k_{2}k_{4}}}}-{\frac {V_{k_{2}k_{3}}V_{k_{3}k_{4}}V_{k_{4}n}V_{k_{1}k_{2}}}{E_{k_{1}n}E_{k_{2}n}E_{nk_{3}}E_{nk_{4}}}}+{\frac {V_{k_{1}k_{2}}}{E_{k_{1}n}}}\left({\frac {|V_{k_{2}k_{3}}|^{2}V_{k_{2}k_{2}}}{E_{k_{2}k_{3}}^{3}}}-{\frac {|V_{nk_{3}}|^{2}V_{k_{2}n}}{E_{k_{3}n}^{2}E_{k_{2}n}}}\right)\\&\quad +{\frac {V_{nn}V_{k_{1}k_{2}}V_{k_{3}n}V_{k_{2}k_{3}}}{E_{k_{1}n}E_{nk_{3}}E_{k_{2}n}}}\left({\frac {1}{E_{nk_{3}}}}+{\frac {1}{E_{k_{2}n}}}+{\frac {1}{E_{k_{1}n}}}\right)+{\frac {|V_{k_{2}n}|^{2}V_{k_{1}k_{3}}}{E_{nk_{2}}E_{k_{1}n}}}\left({\frac {V_{k_{3}n}}{E_{nk_{1}}E_{nk_{3}}}}-{\frac {V_{k_{3}k_{1}}}{E_{k_{3}k_{1}}^{2}}}\right)-{\frac {V_{nn}\left(V_{k_{3}k_{2}}V_{k_{1}k_{3}}V_{k_{2}k_{1}}+V_{k_{3}k_{1}}V_{k_{2}k_{3}}V_{k_{1}k_{2}}\right)}{2E_{k_{1}n}E_{k_{1}k_{3}}^{2}E_{k_{1}k_{2}}}}\\&\quad +{\frac {|V_{nn}|^{2}}{E_{k_{1}n}}}\left({\frac {V_{k_{1}n}V_{nn}}{E_{k_{1}n}^{3}}}+{\frac {V_{k_{1}k_{2}}V_{k_{2}n}}{E_{k_{2}n}^{3}}}\right)-{\frac {|V_{k_{1}k_{2}}|^{2}V_{nn}V_{k_{1}n}}{E_{k_{1}n}E_{k_{1}k_{2}}^{3}}}{\Bigg ]}|k_{1}^{(0)}\rangle +{\frac {1}{2}}\left[{\frac {V_{nk_{1}}V_{k_{1}k_{2}}}{E_{nk_{1}}E_{k_{2}n}^{2}}}\left({\frac {V_{k_{2}n}V_{nn}}{E_{k_{2}n}}}-{\frac {V_{k_{2}k_{3}}V_{k_{3}n}}{E_{nk_{3}}}}\right)\right.\\&\quad \left.-{\frac {V_{k_{1}n}V_{k_{2}k_{1}}}{E_{k_{1}n}^{2}E_{nk_{2}}}}\left({\frac {V_{k_{3}k_{2}}V_{nk_{3}}}{E_{nk_{3}}}}+{\frac {V_{nn}V_{nk_{2}}}{E_{nk_{2}}}}\right)+{\frac {|V_{nk_{1}}|^{2}}{E_{k_{1}n}^{2}}}\left({\frac {3|V_{nk_{2}}|^{2}}{4E_{k_{2}n}^{2}}}-{\frac {2|V_{nn}|^{2}}{E_{k_{1}n}^{2}}}\right)-{\frac {V_{k_{2}k_{3}}V_{k_{3}k_{1}}|V_{nk_{1}}|^{2}}{E_{nk_{3}}^{2}E_{nk_{1}}E_{nk_{2}}}}\right]|n^{(0)}\rangle \end{aligned}}}